# Deceiver of the Gods
Deceiver of the Gods je deváté studiové album švédské death metalové kapely Amon Amarth. Album bylo vydáno 24. června 2013. Digipak edice alba obsahuje bonusové CD s jinak nevydaným EP nazvaným Under the Influence.

## Seznam skladeb
Všechny skladby napsal(i) Amon Amarth. 
| Pořadí         | Název                 | Délka |
| -------------- | --------------------- | ----- |
| 1.             | Deceiver of the Gods  | 4:19  |
| 2.             | As Loke Falls         | 4:38  |
| 3.             | Father of the Wolf    | 4:19  |
| 4.             | Shape Shifter         | 4:02  |
| 5.             | Under Siege           | 6:17  |
| 6.             | Blood Eagle           | 3:15  |
| 7.             | We Shall Destroy      | 4:25  |
| 8.             | Hel                   | 4:09  |
| 9.             | Coming of the Tide    | 4:16  |
| 10.            | Warriors of the North | 8:12  |
| Celková délka: | Celková délka:        | 47:52 |

| Under the Influence - Bonusové CD digipak edice | Under the Influence - Bonusové CD digipak edice        | Under the Influence - Bonusové CD digipak edice |
| Pořadí                                          | Název                                                  | Délka                                           |
| ----------------------------------------------- | ------------------------------------------------------ | ----------------------------------------------- |
| 1.                                              | Burning Anvil of Steel (parodováni stylu Judas Priest) | 4:27                                            |
| 2.                                              | Satan Rising (parodování stylu Black Sabbath)          | 4:20                                            |
| 3.                                              | Snake Eyes (parodování stylu Motörhead)                | 3:13                                            |
| 4.                                              | Stand Up to Go Down (parodování stylu AC/DC)           | 3:17                                            |
| Celková délka:                                  | Celková délka:                                         | 15:27                                           |

| Bonusové stopy japonského vydání | Bonusové stopy japonského vydání | Bonusové stopy japonského vydání |
| Pořadí                           | Název                            | Délka                            |
| -------------------------------- | -------------------------------- | -------------------------------- |
| 1.                               | „Masters of War“ (živě)          | 5:10                             |
| 2.                               | „Ride for Vengeance“ (živě)      | 4:37                             |
| 3.                               | „Versus the World“ (živě)        | 5:57                             |
| Celková délka:                   | Celková délka:                   | 15:44                            |

## Obsazení
- Johan Hegg – zpěv
- Olavi Mikkonen – kytara
- Johan Söderberg – kytara
- Ted Lundström – baskytara
- Fredrik Andersson – bicí

### Hosté
- Messiah Marcolin – zpěv na písni „Hel“